# Rajd Madery 1984
Rajd Madery 1984 (25. Rali Vinho da Madeira) – 25. edycja rajdu samochodowego Rajd Madery rozgrywanego we Portugalii. Rozgrywany był od 4 do 5 sierpnia 1984 roku. Była to trzydziesta druga runda Rajdowych Mistrzostw Europy w roku 1984 (rajd miał najwyższy współczynnik – 4) oraz dziewiąta runda Rajdowych Mistrzostw Portugalii.

## Klasyfikacja rajdu
| Miejsce                      | Kierowca                     | Pilot                        | Samochód                     | Czas                         | Strata                       |                              |
| Klasyfikacja generalna i ERC | Klasyfikacja generalna i ERC | Klasyfikacja generalna i ERC | Klasyfikacja generalna i ERC | Klasyfikacja generalna i ERC | Klasyfikacja generalna i ERC | Klasyfikacja generalna i ERC |
| ---------------------------- | ---------------------------- | ---------------------------- | ---------------------------- | ---------------------------- | ---------------------------- | ---------------------------- |
| 1.                           | Henri Toivonen               | Juha Piironen                | Porsche 911 SC RS            | 5:53:33                      | 0.0                          |                              |
| 2.                           | Patrick Snijers              | Dany Colebunders             | Porsche 911 SC RS            | 6:03:18                      | +9:45                        |                              |
| 3.                           | Antonella Mandelli           | Tiziana Borghi               | Lancia 037 Rally             | 6:06:18                      | +12:45                       |                              |
| 4.                           | Eric Chantriaux              | Nathalie Bernard             | Citroën Visa Chrono          | 6:16:39                      | +23:06                       |                              |
| 5.                           | Russell Gooding              | Rodger Jenkins               | Vauxhall Chevette 2300 HSR   | 6:21:47                      | +28:14                       |                              |
| 6.                           | Paulo Oliveira               | Ricardo Caldeira             | Opel Manta GT/E              | 6:27:43                      | +34:10                       |                              |
| 7.                           | Carlos Bica                  | Fernando Prata               | Ford Escort RS 1800 MKII     | 6:35:33                      | +42:00                       |                              |
| 8.                           | Jorge Ortigão                | João Baptista                | Toyota Corolla GT            | 6:36:19                      | +42:46                       |                              |
| 9.                           | Manuel Acosta Guerrero       | Antonio Rivero Suarez        | Toyota Corolla GT Coupé      | 6:37:35                      | +44:02                       |                              |
| 10.                          | Francis Roussely             | Jean Villeminot              | Porsche 911 SC               | 6:38:29                      | +44:56                       |                              |